# オルソメター

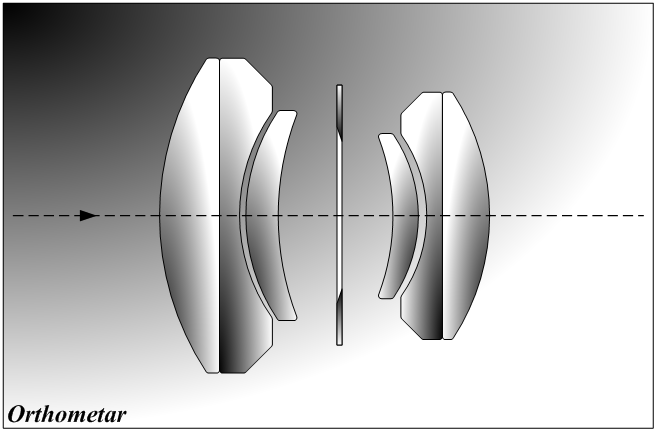
オルソメター

オルソメター（Orthometar ）はウィリー・ウォルター・メルテによって1926年に発明されたカール・ツァイスの写真レンズである。元々は航空写真用に設計されたが、他メーカーにもその形式が使用され、非常に一般的になった。米国特許1792917号。

## 製品一覧

### 航空写真用
- オルソメター21cmF4.5

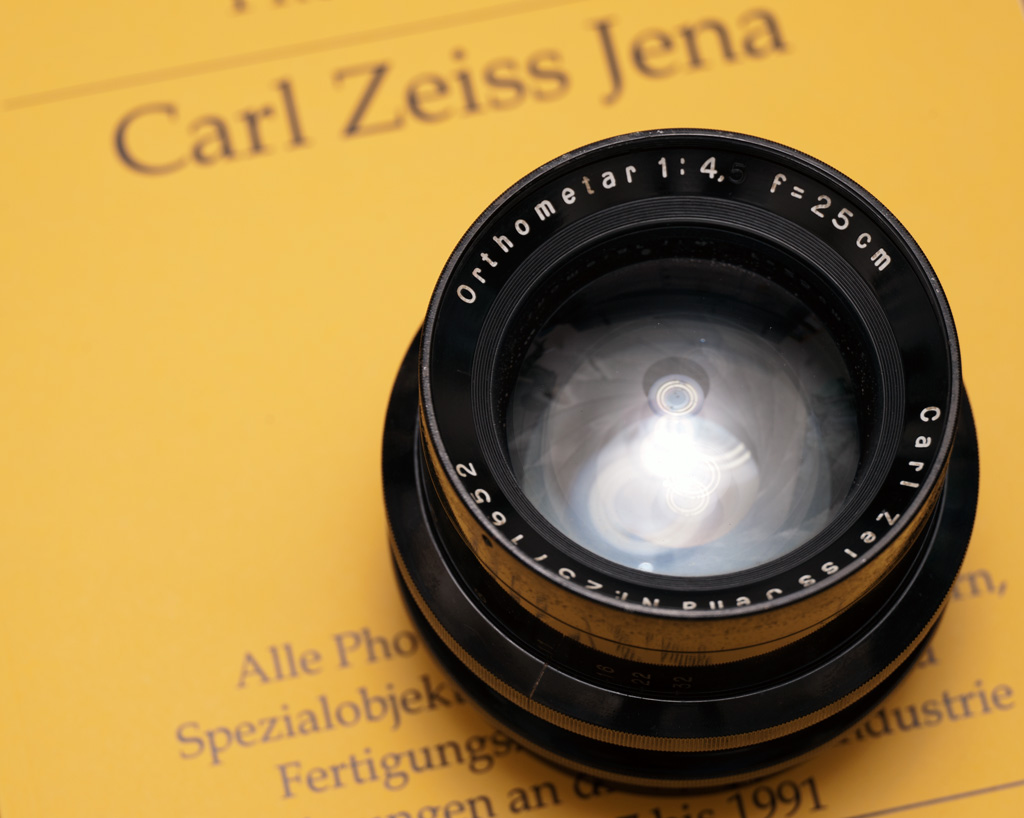
オルソメター25cm

- オルソメター25cmF4.5 - 88mmP=1mmねじマウント。アタッチメントは80mmP=0.75mmねじ込み。

### 関わった設計者
- ウィリー・ウォルター・メルテ